# Louise Lawler
Pour les articles homonymes, voir Lawler.
Louise Lawler est une artiste contemporaine née en 1947 à Bronxville, New York. Elle vit et travaille à New York.
Depuis les années 1970, elle questionne la relation entre l’œuvre d’art, son lieu d’exposition et le processus de création. Elle est connue pour ses photographies d'œuvres d'art dans différents contextes : au sein d'un musée, chez un collectionneur, ou encore lors de l'installation ou du démontage d'une exposition. Figure de proue de l'appropriationnisme, elle s'illustre aussi bien dans la photographie que par des installations ou de l'art conceptuel. Elle est souvent rapprochée d'artistes telles que Cindy Sherman, Laurie Simmons et Barbara Kruger au sein de ce que l'on appelle la "Pictures Generation".
Aux États-Unis, elle est représentée par la galerie Metro Pictures de New York, en Allemagne par la galerie Sprüth Magers de Berlin, tandis qu'en France, elle était représentée par la galerie Yvon Lambert.

## Biographie
Louise Lawler est née en 1947 à Bronxville, New York. Elle a étudié à Cornell University dont elle sort diplômée en 1969. La même année elle s'installe à Manhattan où elle commence à travailler pour la galerie Castelli. Elle y rencontre Janelle Reiring qui fondera en 1980 la galerie Metro Pictures avec Helene Winer.

## Œuvre
Le travail de Louise Lawler, dans ses différentes formes (installations, événements, publications), analyse les systèmes de légitimation de l'art, du goût et du style. Elle s'intéresse moins au processus original de création de l'œuvre d'art qu'au contexte dans lequel celle-ci est nécessairement située et qui dépend fortement de la sphère d'influence de l'artiste. Souvent rapproché de l'approprationnisme ou de la critique institutionnelle, le travail photographique de Louise Lawler décrypte le monde de l'art en mettant en lumière les opérations quotidiennes de circulation et de présentation des œuvres.

### Premiers travaux
L'œuvre sonore Birdcalls [Cris d'oiseaux] (1972, enregistrée en 1981)  transforme les noms d'artistes célèbres en bruits d'oiseaux. Les artistes cités sont tous des hommes devenus célèbres au cours des années 1960 : Joseph Beuys, Donald Judd, Sol LeWitt, Gerhard Richter, Andy Warhol, Lawrence Weiner, etc. En 1970, Louise Lawler assiste plusieurs artistes pour l'exposition Projects: Pier 18 installée en extérieur sur une jetée du fleuve Hudson à Manhattan. Sur les trente-sept artistes invités à produire des interventions éphémères in situ il n'y a aucune femme. Comme le précisera Louise Lawler "les femmes impliquées dans le projet travaillaient beaucoup, mais toutes les œuvres présentées étaient signées par des hommes". En rentrant un soir après leur travail sur l'exposition, Louise Lawler et une amie artiste commencent à crier les noms d'artistes célèbres en imitant un oiseau. C'est une réponse instinctive et parodique au privilège qui était accordé aux artistes hommes à l'époque. Louise Lawler a plus tard expliqué : “Cette question de la reconnaissance du nom propre est un lien avec mon sentiment sur les interviews, à la crédibilité qui est donnée à une déclaration selon qui parle".
Pour sa première exposition à Artists Space en 1978, Louise Lawler ne montre aucune des œuvres qu'elle produisait à l'époque (éditions, peintures, photographies). Elle décide plutôt d'emprunter un portrait de cheval datant de 1883 qu'elle avait repéré au-dessus d'une photocopieuse dans les bureaux de Aqueduct Racetrack, un champ de course et casino dans le Queens, New York. Elle accroche le portrait sur l'un des murs de la galerie vide par ailleurs. Pour signaler son geste, elle installe deux spots : l'un éclaire la peinture, l'autre est tourné vers la rue et semble interpeller les passants. L'artiste précisera en 2011 : “Cela m'intéressait d'emprunter quelque chose qui provenait d'un contexte différent, qui avait une autre signification” et ajoute "J'ai pensé qu'une peinture ancienne serait la chose la plus étrange à voir à Artists Space".

### A Movie Will Be Shown Without the Picture(1979)
En 1979, Louise
Lawler présente A Movie Will Be
Shown Without the Picture [Un film sera montré sans l'image] au Aero Theater à Santa Monica.
Alors que la bande-sonore du film Les Désaxés est diffusée dans la salle, l'écran reste vide durant toute la durée du film. Cette pièce a été rejouée plusieurs fois avec des bandes-sonores de films différents, notamment en 1983 au Bleecker Street Cinema de New York avec L'Arnaqueur et en 2012 dans le cadre de la programmation du Stedelijk Museum avec La fièvre du samedi soir.

### Arrangement of Pictures(1982)
La première exposition de Louise Lawler à la galerie Metro Pictures en 1982 s'intitule Arrangement of Pictures [Arrangements d'images]. Elle sélectionne dans les réserves de la galerie des œuvres d'autres artistes (Robert Longo, Cindy Sherman, Jack Goldstein, Laurie Simmons et James Welling) et les expose ensemble sous le titre Arranged by Louise Lawler [Arrangé par Louise Lawler]. Cette sélection devait être vendue en un seul bloc, comme une œuvre à part entière. Son prix avait été fixé en additionnant les prix de toutes les œuvres individuelles majoré de 10% (représentant la commission de Louise Lawler). La pièce n'a pas été vendue. Louise Lawler déclarera par la suite : « Lorsque Metro Pictures m'a invité à faire une exposition en 1982, ils avaient déjà une identité. Ils représentaient un groupe d'artistes dont le travail était souvent lié à des questions d'appropriation, des artistes dont on parlait souvent ensemble. Une galerie génère de la signification par le type d'œuvres qu'elle décide de montrer. J'ai consciemment réalisé un travail qui “ressemblait” à Metro Pictures [...] Metro Pictures à cette époque a donné lieu à ces œuvres et a aussi formé pour moi une méthode de travail ».
Louise Lawler présente également dans l'exposition des photographies d'œuvres telles que « arrangées » par d'autres personnes notamment au sein de musées comme l'Art Institute of Chicago ou le Metropolitan Museum of Art ou encore chez des collectionneurs. La galerie Metro Pictures lui donne les contacts de ses collectionneurs. Louise Lawler se rend chez eux et photographie leurs œuvres sur place. Elle appelle ces photographies « arrangements », leurs titres indiquent également le nom des collectionneurs, par exemple « Arranged by Barbara and Eugene Schwartz, New York City ».”

### For Presentation and Display: Ideal Settings(1984)
Cette exposition est le fruit d'une collaboration entre Louise Lawler et Allan McCollum. Elle consiste en un arrangement de copies de socles et piètements, normalement conçus pour présenter les objets, afin d'en faire une œuvre sculpturale, à la manière d'un monument. L'installation était baignée dans une lumière d'ambiance, générée par des spots colorés. Ce travail a pu être interprété comme une critique des limites à l'art imposées par le capitalisme. 

### Photographies de la collection de Burton et Emily Tremaine (1984)
En 1984, Louise Lawler a accès à la maison des collectionneurs Burton et Emily Tremaine dans le Connecticut. Elle y photographie leur collection d'œuvres d'art du XXe siècle quelques années avant que celle-ci soit mise en vente chez Christie's en 1988. Elle travaille avec un appareil photo 35 mm et avec la lumière disponible sur place (sans éclairage additionnel). La photographie Pollock and Tureen, Arranged by Mr. and Mrs. Burton Tremaine, Connecticut  montre une peinture de Jackson Pollock accrochée au-dessus d'une porcelaine de Limoges. Dans Living Room Corner, Arranged by Mr. & Mrs. Burton Tremaine, New York City on peut voir une peinture de Robert Delaunay placée derrière une télévision et une sculpture de Roy Lichtenstein.

### Something about TIme And Space But I'm Not Sure What It is(1998)
En 1998, Louise Lawler présente Something about TIme And Space But I'm Not Sure What It is. L'installation se compose de plusieurs photos en noir et blanc des Silver Clouds d'Andy Warhol. En réalité, il s'agit même de photos de la réinstallation de cette œuvre dans la d'Amelio Terras Gallery à New York. En 1966, Andy Warhol avait installé dans la galerie Leo Castelli, des coussins de plastique argenté, gonflé à l'hélium : cette installation, par définition éphémère, questionnait de manière ludique ainsi les notions d'œuvre et d'original.

### Photographies des coulisses du monde de l'art
Louise Lawler a photographié les coulisses des foires Art Basel et Art Basel Miami Beach, du MoMA, de Christie's et de différentes galeries. Elle montre par exemple l'installation d'une œuvre de Richard Serra par des personnes en uniforme, une peinture de Gerhard Richter transportées avec soin par des installateurs portant des gants blancs ou posée contre un mur en attendant d'être accrochée, la tête du Picasso de Maurizio Cattelan emballée dans du plastique et posé à côté du reste du corps, une spin-painting de Damien Hirst visible par l'embrasure d'une porte . Louise Lawler a intitulé une de ses expositions en 2004 au Musée d'art contemporain de Bâle "Louise Lawler and Others" [Louise Lawler et les autres] soulignant le lien étroit que son travail entretient avec les œuvres d'autres artistes. Pour l'exposition "Sequence 1 : Peintures et sculptures dans la collection François Pinault" au Palazzo Grassi en 2007, Louise Lawler présente un travail effectué quelques mois auparavant en 2006 dans les coulisses de l'exposition inaugurale du lieu "Where are we going". La photo Adolf (Must be installed 8 inches from the floor) [Adolf (Doit être installé à 8 pouces du sol)] (2006)  montre l'œuvre Him [Lui] (2001) de Maurizio Cattelan (représentant Hitler enfant en train de prier) toujours dans sa caisse de transport, désamorçant ainsi l'effet de surprise et donc de provocation recherché par Maurizio Cattelan dans son œuvre,.

### Projets récents
Louise Lawler a collaboré avec l'artiste Liam Gillick en 2013 pour une exposition à la galerie Casey Kaplan. L'intervention in situ de Louise Lawler a consisté à utiliser deux de ses précédentes photographies : l'une d'une sculpture de Degas qui a été recadrée et retouchée et l'autre de trois œuvres de Carl Andre, Richard Serra et Gerhard Richter, étirée tout le long de l'espace d'exposition en un long bandeau de couleur non reconnaissable, placé à hauteur des yeux et reliant les différentes salles de la galerie entre elles ,.
En 2014, Louise Lawler a réalisé une œuvre pour panneau publicitaire sur la High Line de New York. La photographie intitulée Triangle (adjusted to fit) [Triangle (ajusté pour rentrer)] (2008/2009/2011)  montre des œuvres des artistes Donald Judd, Frank Stella et Sol LeWitt exposées  à Sotheby's New York. L'image est légèrement déformée par sa mise à l'échelle à la taille du panneau.

## Collections
Les œuvres de Louise Lawler sont présentes dans les collections suivantes :
Allemagne
- Collection Goetz, Munich
- Kunsthalle de Hambourg
- Museum Brandhorst, Munich
- Musée Ludwig, Cologne
- Sprengel Museum, Hannovre
- Staatliche Kunstsammlungen, Dresde
- Staatsgalerie, Stuttgart

Autriche
- Museum Moderner Kunst Stiftung Ludwig, Vienne

Belgique
- Musée d'art contemporain, Anvers

Canada
- Vancouver Art Gallery
- Rennie Collection, Vancouver

États-Unis
- Allen Memorial Art Museum, Oberlin, Ohio
- Institut d'art de Chicago, Illinois
- Art Museum, Princeton University
- Carnegie Museum of Art, Pittsburgh, Pennsylvanie
- Cincinnati Art Museum, Ohio
- Des Moines Art Center, Des Moines, Iowa
- Glenstone, Potomac, Maryland
- Musée Guggenheim, New York
- Harn Museum of Art, University of Florida Gainsville
- Harvard University, Cambridge, Massachusetts
- Hessel Collection Bard Collection, Annadale-on-Hudson, New York
- Henry Art Gallery, Seattle
- Centre international de la photographie, New York
- Kemper Art Museum, St. Louis, Missouri
- Kresge Museum, East Lansing, Michigan
- Musée d'art du comté de Los Angeles
- Metropolitan Museum of Art, New York
- Musée d'art contemporain de Los Angeles
- Musée des beaux-arts de Boston
- Milwaukee Art Museum, Wisconsin
- Montclair Art Museum, New Jersey
- Musée d'art contemporain de Chicago, Illinois
- Musée d'art contemporain de San Diego, Californie
- Museum of Modern Art, New York
- Philadelphia Museum of Art, Pennsylvanie
- Philbrook Museum of Art, Tulsa, Oklahoma
- Musée d'art de Queens, Flushing, New York
- Rubell Family Collection, Miami, Floride
- Musée d'art moderne de San Francisco, Californie
- Seattle Art Museum, Washington
- Wadsworth Atheneum, Hartford, Conneticut
- Walker Art Center, Minneapolis, Minnesota
- Weisman Foundation, Los Angeles, Californie
- Whitney Museum of American Art, New York
- Yale University Art Gallery, New Haven, Conneticut

France
- Centre Georges-Pompidou, Paris
- FRAC Bretagne, Rennes
- FRAC Franche-Comté, Besançon
- FRAC Languedoc-Roussillon, Montpellier
- FRAC des Pays de la Loire, Carquefou
- Fondation Cartier, Paris
- Le Consortium, Dijon

Israël
- Musée d'Israël, Tel Aviv

Italie
- Collection Francois Pinault, Venise

Mexique
- Collection Jumex, Mexico

Norvège
- Musée d'art contemporain Astrup Fearnley, Oslo
- Museet for Samtidskunst, Oslo

Portugal
- Ellipse Foundation, Lisbonne

Pays-Bas
- Musée Boijmans Van Beuningen, Rotterdam
- Stedelijk Museum, Amsterdam

Suède
- Magasin 3 Konsthall, Stockholm
- Moderna Museet, Stockholm

Suisse
- Musée des beaux-arts d'Argovie, Aarau
- Fotomuseum Winterthur
- Kunstmuseum Bâle

Royaume-Uni
- Tate Gallery, Londres

## Expositions personnelles (sélection)
2014
- Metro Pictures Gallery, New York, États-Unis
- No Drones, Sprüth Magers London, Londres, Royaume-Uni
- Adjusted, Musée Ludwig, Cologne, Allemagne

2013
- Long term view, Dia Art Foundation, New York, États-Unis

2012
- David Kordansky Gallery, Los Angeles, États-Unis
- Art Foyer der DZ Bank Kunstsammlung, Francfort, Allemagne
- Musée des arts décoratifs de Dresde, Dresde, Allemagne
- Galerie Neue Meister, Albertinum, Dresde, Allemagne

2011
- No Drones, Sprüth Magers London, Londres, Royaume-Uni
- Louise Lawler - Fitting at Metro Pictures, Metro Pictures Gallery, New York City, États-Unis

2010
- Later, Yvon Lambert, Paris, France

2009
- Taking place, Sprüth Magers, Berlin, Allemagne

2008
- Metro Pictures, New-York, États-Unis

2007
- Where is the nearest camera?, Sprüth Magers, Londres, Royaume-Uni
- documenta 12, Cassel, Allemagne
- No Official Estimate, Galerie Yvon Lambert, Paris, France

2006
- Twice Untitled and Other Pictures (looking back), Wexner Center Galleries, Ohio, États-Unis

2005
- Kunstverein Hamburg, Hambourg, Allemagne
- In and Out of Place, Dia Art Foundation, New York, États-Unis

2004
- Not there and other work, Sprüth Magers Lee, Londres, Royaume-Uni
- Kunstmuseum, Bâle, Suisse
- Looking Forward, Metro Pictures, New York, États-Unis

2003
- Selected Works 1980-2000, BFAS Blondeau Fine Art Services, Genève, Suisse
- Probably Not in the Show, Portikus, Francfort, Allemagne
- New Walls, Galerie Yvon Lambert, Paris
- Add to It, Portikus, Francfort, Allemagne

2001
- More Pictures and Other Pictures, Galerie Meert Rihoux, Bruxelles, Belgique
- Dunn-Rite and Other Pictures, Studio Guenzani, Milan, Italie
- Controlled Temperature, Art & Public, Genève, Suisse

2000
- Richard Telles Fine Art, Los Angeles, États-Unis
- Neugerriemschneider, Berlin, Allemagne
- Metro Pictures, New York, États-Unis

1999
- Hand On Her Back and Other Pictures, Galerie Monika Sprüth, Cologne, Allemagne
- The Tremaine Series, 1984, Skarstedt Fine Art, New York, États-Unis
- Jürgen Becker, Hambourg, Allemagne

1998
- Pictures That May or May Not Go Together, Gallery Larsen, Stockholm, Suède

1997
- Monochrome, Hirshhorn Museum and Sculpture Garden, Washington, États-Unis
- Farbe, Wände, Bilder, Galerie Monika Sprüth, Cologne, Allemagne
- Metro Pictures, New York, États-Unis

1996
- It Could Be Elvis and Other Pictures, Galerie Six Friedrich, Munich, Allemagne
- Galerie S.L Simpson, Toronto, Canada

1995
- A Spot on the Wall, Munich Kunstverein, Munich, Allemagne

1994
- Centre d'art contemporain, Genève, Suisse
- External Stimulation : Galerie Klemens Gasser, Bolzano, Italie ; Galerie Monika Sprüth, Cologne, Allemagne
- Galerie, Cologne, Allemagne
- Studio Guenzani, Milan, Italie
- Metro Pictures, New York, États-Unis

1993
- Sprengel Museum, Hanovre, Allemagne

1992
- Galerie Isabella Kacprzak, Cologne, Allemagne

1991
- Metro Pictures, New York, États-Unis
- Galerie Meert Rihoux, Bruxelles, Belgique

1990
- À Vendre, Galerie Yvon Lambert, Paris
- The Enlargement of Attention, No One Between the Ages of 21 and 35 is Allowed, Connections: Louise Lawler, Musée des beaux-arts de Boston, Boston, États-Unis

1989
- The Show Isn't Over, Photographic Resource Center, Boston, États-Unis
- Metro Pictures, New York, États-Unis

1988
- Vous Avez Déjà Vu Ça, Galerie Yvon Lambert, Paris
- Accrochage I, Galerie Meert Rihoux, Bruxelles, Belgique

1987
- Metro Pictures, New York, États-Unis
- The Big Top Is Up, Kuhlenschmidt/Simon, Los Angeles, États-Unis
- Enough, Projects: Louise Lawler, Museum of Modern Art, New York, États-Unis
- As Serious As A Circus, Isabella Kacprzak, Stuttgart, Allemagne

1986
- What is the Same, Maison de la Culture et de la Communication de Saint-Étienne

1985
- Interesting, Nature Morte, New York, États-Unis

1984
- Home/Museum - Arranged for Living and Viewing, Matrix, The Wadsworth Atheneum, Hartford, États-Unis

1982
- Another Gallery, Anna Leonowens Gallery II, Halifax, Canada
- An Arrangement of Pictures, Metro Pictures, New York, États-Unis

1981
- Jancar/Kuhlenschmidt, Jancar/Kuhlenschmidt Gallery, Los Angeles, États-Unis

1979
- A Movie Will Be Shown Without the Picture, Aero Theater, Santa Monica, États-Unis